# Фурусет (хоккейный клуб)
«Фурусет» (норв. Furuset Ishockey) — норвежский хоккейный клуб из города Осло. Основан в 1934 году. Выступает в первой норвежской хоккейной лиге.

## История
Команда «Фурусет» является структурным подразделением одноимённого спортивного клуба из Осло, основанного в 1914 году. В 1934 году в клубе появилась секция хоккея с шайбой. «Фурусет» выступал одним из основателей Норвежской хоккейной ассоциации. В 1949 году команда впервые стала чемпионом Норвегии по хоккею с шайбой.
В 50-е годы команда завоевала ещё три титула. Капитаном команды тех лет был Лейф Солхейм. В 60-е годы результаты команды постепенно ухудшаются, и «Фурусет» выбывает в третью лигу. Лишь в конце 70-х годов команда возвращается в элиту. В 1980 году команда в пятый раз стала чемпионом страны. В 1983 и 1990 годах завоевала ещё два титула.
В 90-х годах команда балансировала между высшей и второй лигой. Кроме того, команда стала испытывать финансовые трудности. В 2016 году команда по итогам квалификационного раунда выбыла в третью лигу, однако уже в следующем сезоне вернулась во вторую.

## Достижения
- Норвежская хоккейная лига:
  - Победители (7)  : 1949, 1951, 1952, 1954, 1980, 1983, 1990